# Old School (тату)

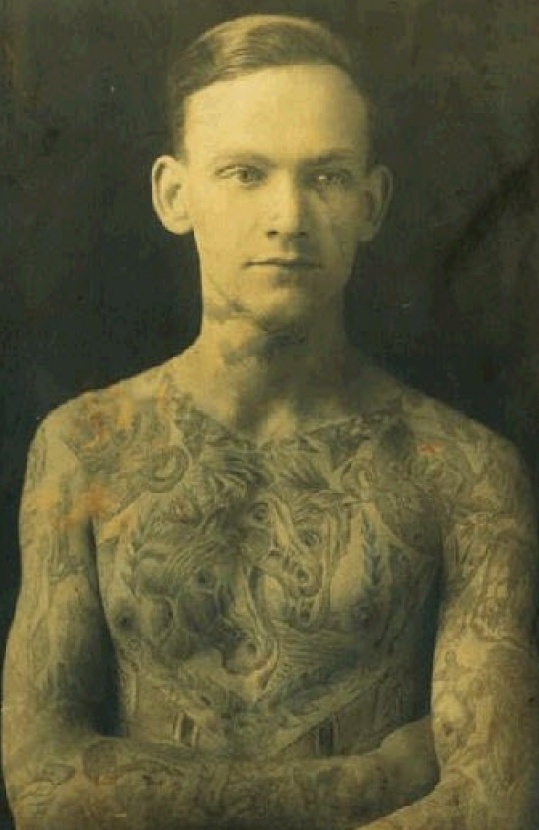
Западные традиционные татуировки Амунда Дитцеля

Old school (с англ. — «Старая школа») — это стиль татуировки, который также называют американским традиционным или Западным традиционным, он зародился в конце 19-го века в США. Основная версия популяризации этого стиля, как и татуировки в целом, заключается в том, что нанесение подобных рисунков было очень популярно среди моряков, которые впоследствии и распространили моду на татуировки. Татуировки чаще всего были на морскую тематику, служили напоминанием о тех людях, что ждут возвращения моряков из долгого плавания. Такие элементы, как корабли, якоря, штурвалы, компасы до сих пор очень популярны среди приверженцев традиционного стиля. Значение их с течением времени не сильно изменилось, а скорее приняло более метафоричный характер: компас как желание не сбиться с пути, якорь как знак стабильности и т. д.

## Отличия и особенности
- Все контуры одной толщины;

- На первый взгляд рисунок смотрится довольно простым в исполнении;

- Чаще всего используется красный, желтый, зеленый и черный пигмент;

- Градиент делается из черного в другой цвет из базовой для «Олдскула» палетки цветов, но почти никогда не смешивает два цвета.

- Отсутствие направленного источника света в самом рисунке. На одном и том же изображении на элементы находящиеся рядом, или повторяющие друг друга свет может падать по-разному.

## История стиля
Первые татуировки в стиле Олдскул появились в 19 веке в Европе и Америке. Начальником стиля, является некий моряк по имени Джерри. Моряк побывал в Полинезии, где местные жители носили татуировки уже несколько веков, это искусство настолько впечатлило моряка, что он сам, в последствии стал известен как мастер тату.
Изначально тату распространились на телах моряков, этому способствовала простота рисунков, мужчины наносили на теле тех, по кому скучают, виды родных краев, чтобы вспоминать о них в длинных путешествиях.
Также тогда считалось, что эти рисунки могут защитить хозяина в плавании от непогоды или других неприятных ситуаций.

## Олдскул в наше время
Тату в этом стиле не утратили свою популярность, носят их люди любой профессии, пола или возраста, а найти мастера, работающего в технике Олдскул, можно в любом салоне.

## Техника татуировок
Татуировки в стиле Олдскул отличаются своей красочностью. В рисунках присутствуют все возможные цвета, но обязательным моментом является наличие толстого черного контура. Рисункам не присуждается реалистичность, именно поэтому при создании татуировок мастер не наносит тени. Татуировки обычно напоминают детские рисунки за счет своей схематичности. Но, несмотря на то, что тату не похожи на работы художника, они требуют особых умений от татуировщика.

## Мужские и женские татуировки
Вспоминая историю тату, можно отметить, что мужскими татуировками обычно являются изображения женщин, игральных карт, морских изображений (якорь, штурвал, русалки, компас). Носит такие тату мужской пол обычно на руках, чаще всего — на бицепсе, руках, на груди и спине.
Хоть женщины и не являлись моряками, постепенно эта красочная техника привлекла взгляды девушек. Так, для них характерны изображения в виде розы, сердце, надписи с лентами.